# Al Diwaniyah
Al Diwaniyah (Arabisch: الديوانية, ad-Dīwāniyya) is een stad in Irak en is de hoofdplaats van het gouvernement Al-Qadisiyah.
In 2007 telde Al Diwaniyah ongeveer 333.000 inwoners.